# Аирески овчар
Аирески овчар (португалски:Cão da Serra de Aires) је пасмина средње величине, дуге длаке. Пасмина је добила име по подручју на самом југу Португалије, где је првенствено узгајан као чувар стада. Алтернативна имена за ову расу су пас-мајмун или макаки пас због длакавог лица и живахности.

## Основно
- Мужјак
  - Висина од 42 до 48 цм
  - Тежина од 12 до 18
- Женка
  - Висина од 40 до 46 цм
  - Тежина од 12 до 18

## Историја
Аирески овчар се сматра релативно младом пасмином, иако је његова историја прилично непозната. Нико не зна засигурно како је настала ова раса, али постоји више теорија. Сигурно је једино да је ова раса из Португалије, јужног или централног дела те земље, и да је основана у планинском региону Сера Аиреса почетком 20. века.
Прве белешке о Аиреском овчару потиче из првих деценија 20. века. Због тога се сматра да је ова раса настала у том периоду. Међутим, због недостатка доказа ово није закључено јер не постоје прецизни подаци о већини европских пастирских паса пре тог периода. Чак и најранија писања о овој пасмини тврде да је основана у планина Сера Аиреса, малом планинском ланцу који се налази на јужном-централном делу земље. Сера Аирес планине формирале су границе традиционалних региона Рибатежо и Оесте, што се уз Алентехо сматра домовином ове пасмине.
Иако су записи о Аиреском овчару из 20. века, регион где је ова раса настала био је дом пастирским псима хиљадама година. Пасмине као што су каталонски овчар и пиринејски овчар сматрају се настаријим Европским пастирским расама, те постоји могућност да потичу од најранијих Блиско источних пастирских паса. Ове расе су веома сличне Аиреском овчару, те се углавном сматрају припадницима исте фамилије.
Преовладава теорија да је 20. века ова раса настала од стране грофа Кастра Гимареса. Иако извори не наводе који припадник ове титуле је развио ову пасмину, скоро сигурно је то био први носилац те титуле, Мануел Игнасио де Кастро Гимарес. Краљ Португалије је ову створио ову титулу специјално за Мануела Игнасија 1909. године, што значи да ако је теорија тачна, аирески овчар није настао пре тог времена. Наводно, гроф је увезао Бријешке овчаре из Француске како би чували стада оваца. Ово је вероватно тачно јер су Бријешки овчари, у то време, били широм Европе познати пси, а све због великог успеха током служења Француској војсци у Првом светском рату. Грофови бријешки овчари су се показали као одлични пастирски пси, али није им погодавала локална клима и терен. Како би развио најбољу могућу пасмину за овце Сера Аирес планина, гроф је укрсио те псе са Пиринејским пастирским псима, највероватније Каталонским и Пиринејским овчарима. 

## Карактеристике пса

### Нарав
Аирески овчар је последњих 40 година узгајан искључиво за рад, те има нарав сличну пастирским псима. Последњих година, живот у предграђу је довео до тога да узгајивачи смире његову нарав. Ова пасмина је позната као веома одана и посвећена, те ствара чвршће везе него остали пастирски пси. Аирески овчар је веома разигран, а ако се правилно социјализује, одличан је са децом и биће пристојан према странцима. Међутим, мужјаци ове пасмине могу бити превише територијални и 
несташни за малу децу. Аирески овчар може бити изазован и доминантан, и није баш најбољи избор за неискусног власника.
Узгајан да надгледа и чува стоку и домаћинство, аирески овчар је резервисан према странцима. Ова пасмина више преферира друштво породице. Није агресиван, али потребна му је социјализација и дресура. Осим што је заштитнички настројен, аирески овчар је и веома опрезан, што га чини одличним чуварем. Многи припадници ове пасмине нису довољно велики да буду ефикасни пси чувари, али њихова решеност да бране територију и породицу је толико велика да су у стању одбити већину потенцијалних нападача.
Аирески овчар се углавном слаже са осталим псима. Већина њих не показује знакове агресије према другим псима и преферира да живи са бар једним псом. Међутим, ова раса може бити веома доминантна што може проузроковати проблеме са другим доминантним псима, што је значајно израженије код мужјака. Пошто је ово пастирски пас, већина припадника ове пасмине ће без проблема живети са другим животињама, са којима одрастају.
Аирески овчар је познат по својој интелигенцији и брзини учења.

### Глава
Глава је снажна, широка, није ни дуга ни округла. Врат је складно повезан са главом и трупом, прав и благо уздигнут, умерене величне без фанона. Нос је добро истакнут, благо уздигнут, са широким ноздравама, радије црн или бар тамнији од боје длаке. Усне су збијене, нису наглашене, танке су и скоро равно прорезане. Вилице су нормално развијене, савршено супростављене, са јаким и белим зубима. Стоп је добро означен, а горње, уздужне лобањске фасцијалне осе су дивергентне. 
Очи су живог, интелигентног и умиљатог израза, у равни са главом, радије тамне боје, заобљене, средње велике и водоравне. Очни капци пигментовано црни или увек тамнији од боје длаке. Уши су високо усађене, висеће и нису преломљене ни када су целе и праве, ни када су сечене. Троугластог су облика, средње дужине, танке и глатке.

### Тело
Горња линија тела је благо улегла, а доња је уздижућа. Груди су избочене и спуштене ка назад и надоле; дубоке. Грудни кош је добро спуштен, средње широк и дубок. Ребра су благо заобљена, овална, искошена од напред ка назад. Леђа су дуга, равна или благо улегла. Лопатице су јаке, средње дужине, врло мишићаве, а угао лопатице је прав. Надлактица је усправна и врло мишићава. Стомак и слабине су уједначено обимни, благо прибрани.
Крста су кратка, заобљена, широка и испупчена, врло мишићава и добро повезана у леђима и са сапима. Предње и задње ноге су јаке, умерено размакнуте, усправне гледано од напреда и са стране. Шапе су заобљене, нису спљоштене, прсти су дуги и збијени, наглашено повијени. Нокти су дуги, јаки и црни или тамнији од длаке, јастучићи дебели и отпорни. Реп је високо усађен, зашиљен, танак у корену, додирује скочне зглобове. 
Длака је врло дуга, равна или благо таласата, формира дугу браду, бркове и обрве које не прекривају очи. Боја је жута, кестењаста, сива, риђа и вучја боја са светлијим, уобичајеним или тамнијим варијететима, и црња мање или више означена бојом пламена са или без мешавине беле, али никада са белим флекама, изузев мале флеке на грудима. Длака је врло дуга на глави, трупу и ногама, укључујући и простор између прстију. Средње је дужине и структуре "козје длаке", уједначено густа и равномерно распорођена по целом телу. Нема подлаке или вунасте длаке.

## Нега и здравље
Редовно треба проверавати да ли је длака замршена, али је не треба четкати превише, јер ће утицати на текстуру и изглед. Вишак длака између јастучића стопала треба уклонити повремено. Ову расу треба купати само када је то неопходно. Аирески овчар преферира живот на отвореном простору, али ужива да повремено уђе у кућу. Ако редовно трчи, има изузетну кондицију.
Аирески овчар је генерално здрав пас, без наследних обољења. Може се јавити дисплазија кука и лакта, катаракта, дистрофија рожњаче, прогресивна атрофија мрежњаче. Обично живе око 12-13 година, а женка у просеку оштени 3-6 штенаца.